# Château de Grandcour
Le château de Grandcour est un château situé sur le territoire de la commune vaudoise de Grandcour, en Suisse.

## Histoire
Un premier château, qui se présentait sous la forme d'un manoir flanqué d'un donjon et de quatre tours et entouré d'un fossé, est mentionné à Grandcour depuis le début du Xe siècle ; il est progressivement détruit par les combats successifs se déroulant dans la région au point de ne présenter plus qu'une tour en ruine en 1600.
En 1736, après l'invasion bernoise, le domaine est acheté par Abraham de Sinner qui fait totalement reconstruire un nouveau château de style Renaissance plutôt que de restaurer le bâtiment existant. Son fils revend le domaine en 1755 au négociant genevois Jean Louis Labat (1700-1775), allié Marguerite Faure, qui lui donnera quatre filles. On connaît de cette époque un prestigieux service de table en porcelaine de Chine aux armoiries Labat, des années 1760. 
La famille Oulevey devient ensuite propriétaire du château en 1816, un descendant de cette famille est encore propriétaire d'une partie du bâtiment aujourd'hui.
Le château est classé comme bien culturel d'importance nationale. Il a été rénové dès 2008.